# NGC 3626
NGC 3626 (również NGC 3632, PGC 34684 lub UGC 6343) – galaktyka spiralna (S0-a), znajdująca się w gwiazdozbiorze Lwa.
Odkrył ją William Herschel 15 lutego 1784 roku. Ponownie obserwował ją 14 marca tego samego roku, jednak obliczona przez niego pozycja różniła się od tej z pierwszej obserwacji i z tego powodu uznał, że to dwa różne obiekty i skatalogował ją po raz drugi. John Dreyer umieścił obie obserwacje Herschela w swoim katalogu pod numerami, odpowiednio, NGC 3632 i NGC 3626.